# Авантюра
„Авантюра“ е български телевизионен игрален филм (драма) от 1992 година, по сценарий на Рада Москова и режисура на Румяна Петкова. Оператори са Христо Обрешков и Живко Баев, художник е Валя Радоева.

## Сюжет
Тони е разведена и живее с майка си - Ангелина. Не е щастлива, иска да промени живота си. Дразни се от загрижеността на Ангелина, препоръчва ѝ да има „собствен“ живот. Тони се терзае с женен любовник, който все подава молба за развод. Един ден на вратата позвънява Костадин, диригент на хора, в който Ангелина е пяла на младини. Посещенията му зачестяват. Костадин предлага на Ангелина да се оженят, но тя отказва заради дъщеря си.
Тони се разочарова от любовника си, който най-накрая подава молба за развод, защото се чувства задължен... 

## Актьорски състав
| В главните роли                          | Изпълнител      |
| ---------------------------------------- | --------------- |
| Ангелина (Лина) Карасимеонова            | Татяна Лолова   |
| Тони , дъщерята на Ангелина              | Жорета Николова |
| Костадин (Коста) Велев, диригент на хора | Йордан Спиров   |